# Miramax
Miramax (tidligere Miramax Films) er et selvstændigt filmselskab, der har ligger under Filmyard Holdings siden december 2010 og både producerede og distributerede for sine egne og for andre film. Det lå under The Walt Disney Company fra 1993 til 2010, hvor det blev lukket ned den 28. januar.

## Udvalgte film
- The Pope Must Die (1991) (co-produktion med FilmFour og Palace Pictures)
- Enchanted April (1992)
- Sarafina (1992) (co-produktion med Hollywood Pictures)
- Reservoir Dogs (1992) (co-produktion med LIVE Entertainment)
- The Piano (1993)
- Clerks. (1994)
- Bullets Over Broadway (1994)
- The Crow (med Dimension Films) (1994)
- Through the Olive Trees (1994)
- Pulp Fiction (1994)
- Mallrats (1995)
- Fresa y Chocolate (1995)
- Priest (1995)
- Trainspotting (1996)
- Den engelske patient (1996)
- Chasing Amy (1997)
- Her Majesty, Mrs. Brown (1997)
- Welcome to Sarajevo (1997)
- The Big One (1998)
- Playing by Heart (1998)
- Shakespeare in Love (med Universal Pictures) (1998)
- Dogma (1999)
- She's All That (1999)
- Holy Smoke! (1999)
- My Life So Far (1999)
- The Talented Mr. Ripley (with Paramount Pictures) (1999)
- Bounce (2000)
- Bridget Jones's Dagbog (med Universal Pictures, StudioCanal og Working Title Films) (2000)
- Jay and Silent Bob Strike Back (2001)
- Amélie (2001)
- The Others (2001)
- Kate & Leopold (2001)
- 40 Days and 40 Nights (med Universal Pictures, StudioCanal og Working Title Films) (2002)
- Confessions of a Dangerous Mind (2002)
- Frida (2002)
- Gangs of New York (2002)
- The Hours (with Paramount Pictures) (2002)
- Chicago (2002)
- Cold Mountain (2003)
- Kill Bill: Volume 1 (2003)
- The Aviator (co-produktion med Warner Bros.) (2004)
- Kill Bill: Volume 2 (2004)
- Bridget Jones - På randen af fornuft (med Universal Pictures, StudioCanal og Working Title Films) (2004)
- Dirty Dancing: Havana Nights (2004)
- Ella Enchanted (2004)
- Infernal Affairs (2004)
- Hero (2004)
- Finding Neverland (2004)
- Shall We Dance? (2004)
- Cinderella Man (med Universal Pictures) (2005)
- Kinky Boots (2005)
- The Brothers Grimm (2005)
- Clerks 2 (2006)
- Scary Movie 4 (with Dimension Films) (2006)
- The Queen (co-production with Pathé and Granada Productions) (2006)
- Gone Baby Gone (co-production with The Ladd Company) (2007)
- No Country for Old Men (with Paramount Vantage) (2007)
- There Will Be Blood (with Paramount Vantage) (2007)
- Blindness (2008)
- Happy-Go-Lucky (2008) (co-production with Summit Entertainment, Ingenious Film Partners and Film4)
- The Boy in the Striped Pyjamas (2008)
- Doubt (2008)
- Adventureland (2009)
- Cheri (2009)
- Sin City: A Dame to Kill For (2014)